# Czermien Walijew
Czermien Walijew (ros. Чермен Валиев; ur. 4 czerwca 1999) – rosyjski, a od 2024 roku albański zapaśnik startujący w stylu wolnym. Brązowy medalista olimpijski z Paryża 2024 w kategorii 74 kg. 
Mistrz Europy w 2025. Piąty w Pucharze Świata w 2017. Złoty medalista MŚ wojskowych w 2025. Mistrz świata w 2021 i drugi w 2019. Mistrz Europy U-23 w 2021. Mistrz Rosji w 2020 i 2023; drugi w 2022; trzeci w 2019 i 2021 roku. 